# 北海道石狩南高等学校
北海道石狩南高等学校（ほっかいどういしかりみなみこうとうがっこう）は、北海道石狩市花川南にある道立の公立高等学校である。愛称は、本校のホームページでは「狩南」（かりなん）としている。全日制の普通科である。

## 沿革
- 1982年（昭和57年）12月20日 - 校章決定[10]
- 1983年（昭和58年）3月28日 - 校歌制定[10]
- 1983年（昭和58年）11月26日 - 開校[11]
- 1990年（平成2年）4月4日 - ロブロン・セカンダリースクールとの姉妹校連携[11]
- 1992年（平成4年）10月19日 - 創立10周年記念式典挙行[11]
- 2002年（平成14年）10月20日 - 創立20周年記念式典・コンサート挙行[11]
- 2012年（平成24年）10月13日 - 創立30周年記念式典開催[11]
- 2022年（令和4年）「高校生ICT Conferenceサミット」に参加[12]

## 特色
以下の出典：
- 校内での講習・勉強会の実施
- 「スタディサプリ」の導入
- 生徒に合わせた学習ができる環境づくり
- 学校祭や体育大会などの学校行事がある
- 施設設備の整備済み

## 部活動
週に2回以上の平日に1日・週末に1日の休養日を設けている。平日は2時間程度・休日は3時間程度にしている。
以下の出典：

### 体育系の部活動
- 陸上競技部
- 硬式野球部
- バドミントン部
- 男子バスケットボール部
- 女子バスケットボール部
- 男子バレーボール部
- 女子バレーボール部
- サッカー部
- 剣道部
- 女子テニス部
- 男子ソフトテニス部
- 女子ソフトテニス部
- 男子ハンドボール部
- 女子ハンドボール部
- 卓球部
- 男子ソフトボール同好会

### 文化系の部活動
- 美術部
- 吹奏楽部
- まんが・イラスト部
- 茶道部
- コンピュータ部
- 自然科学部
- 演劇部
- 写真部
- 書道部

### 外局・クラブ
- 図書局
- 放送局
- 編集局
- 生徒会執行部

## 設備
以下の出典：
- 野球場
- サッカーグラウンド
- 陸上グラウンド
- テニスコート
- トレーニングルーム
- コンピュータ室

## 卒業後の進路
以下の出典：
- 国公立大学：15名
- 私立大学：279名
- 専門学校：81名
- 短期大学：28名
- 就職：10名

## 交通アクセス
以下の出典：
- 中央バス「地下鉄麻生駅」１番乗り場（花畔方面）より１５分、「花川南９条４丁目」下車
- 中央バス「地下鉄麻生駅」２番乗り場（花畔方面）より１５分、「石狩南高校前」下車

- 「JR手稲北口」２番乗り場（花畔方面）より１５分、「花川９条３丁目」下車

## 出身有名人
- 高橋生（アナウンサー）
- 西堀亮（お笑い芸人・マシンガンズ）
- ジェット（お笑い芸人・四天王）
- 坪田敦史（作家、ジャーナリスト）
- 半﨑美子（シンガーソングライター）